# 広島文教女子大学短期大学部
広島文教女子大学短期大学部（ひろしまぶんきょうじょしだいがくたんきだいがくぶ、英語: Hiroshima Bunkyo Women's Junior College）は、広島県広島市安佐北区可部東1-2-1に本部を置いていた日本の私立大学である。1962年に設置され、2005年に廃止された。大学の略称は文短。

## 概要

### 大学全体
- 広島県広島市安佐北区に所在した日本の私立短期大学で、設置主体は学校法人武田学園[2]。
- 1962年に可部女子短期大学として開学。学科の増設により最多で 5学科を擁していたが、順次学科数の減少で最終的には2 学科となった。
- 2001年度の入学生を最後に[注釈 2]、短期大学としての使命を終える[3]。

### 建学の精神（校訓・理念・学是）
- 広島文教女子大学短期大学部における建学の精神は「心を育て、人を育てる」となっている。

### 教育および研究
- 栄養士を養成する食物栄養学科があり、卒業後専攻科にて管理栄養士を目指すための専攻科があった。
- 食物栄養学科には「ソシオ会」と称した学会があった。
- 生活科学科には「バイオテクノロジー」コースが設けられていたが、これは全国の女子短大では初めて設置されたものとなっていた
- かつては、保育者を養成も執り行っていた。

### 学風および特色
- 1948年に創設された可部女子専門学校に始まり、敗戦後の日本の状況を変えた[疑問点 – ノート]武田ミキが、新生日本の女子教育の一翼を担わんとして設立したものである。

## 沿革
- 1948年
  - 可部女子専門学校が創設される[4]。
- 1956年
  - 12月21日 学校法人が成立する[5]。
- 1962年
  - 1月20日 左記を以て文部省[注 5]より短期大学の設置が認可される[6]。
  - 4月1日 可部女子短期大学（かべじょしたんきだいがく）として以下の学科体制にて開学[注 6]。
    - 被服科 入学定員40名

  - 5月1日 学生数[8]/定員
    - 被服科 51[注釈 3]/40

  - 12月18日 別科の設置が認められ、以下の課程を設ける[9]。
    - 被服専修 入学定員40名
- 1963年
  - 5月1日 学生数[10]/定員
    - 被服科 114[注釈 3]/80
- 1964年
  - 4月1日 以下の学科を増設する[11]。
    - 食物栄養科
      - 食物専攻[注釈 4]
      - 栄養専攻[注釈 4]

  - 5月1日 学生数[13]/定員
    - 被服科 95[注釈 3]/80
    - 食物栄養学科 74[注釈 3]/80
- 1965年
  - 4月1日 以下の学科を増設する[14]。
    - 国文科[注釈 5]
    - 英文科[注釈 5]

  - 5月1日 学生数[16]/定員
    - 被服科 92[注釈 3]/80
    - 食物栄養学科 167[注釈 3]/160
    - 国文科 43[注釈 3]/40
    - 英文科 39[注釈 3]/40
- 1966年
  - 4月1日 広島文教女子大学短期大学部と改称[17]。
  - 5月1日 学生数[18]/定員
    - 被服科 126[注釈 3]/80
    - 食物栄養学科 204[注釈 3]/160
    - 国文学科 76[注釈 3]/80
    - 英文学科 75[注釈 3]/80
- 1967年
  - 4月1日 食物栄養科栄養専攻を食物栄養専攻に改称[注釈 6]
- 1968年
  - 4月1日 食物栄養科栄養専攻の入学定員を40→50に増員[注 7]。
  - 5月1日 学生数[24]/定員
    - 被服科 127[注釈 3]/80
    - 食物栄養科 245[注釈 3]/170
    - 国文科 78[注釈 3]/80
    - 英文科 65[注釈 3]/80
- 1970年
  - 4月1日 この年度における出来事を以下、列挙する[25]。
    - 以下の学科を増設する[注 8]。
      - 幼児教育学科 入学定員50名[注 9]

    - 学科名の変更が行われる[注 10]。
      - 国文科→国文学科
      - 英文科→英文学科
      - 被服科→服飾学科
      - 食物栄養科→食物栄養学科

  - 5月1日 学生数[29]/定員
    - 服飾学科 67[注釈 3]/80
    - 食物栄養学科 193[注釈 3]/180
    - 国文学科 66[注釈 3]/80
    - 英文学科 40[注釈 3]/80
    - 幼児教育学科 ？[注 11]/50
- 1971年
  - 3月31日 以下ついては左記をもって正式に廃止とする[30]。
    - 別科被服専修

  - 5月1日 学生数[31]/定員
    - 服飾学科 53[注釈 3]/80
    - 食物栄養学科 159[注釈 3]/180
    - 国文学科 60[注釈 3]/80
    - 英文学科 39[注釈 3]/80
    - 幼児教育学科 95[注釈 3]/100
- 1976年
  - 4月1日 幼児教育学科の入学定員を50→80に増員[注 12]。
  - 5月1日 学生数[35]/定員
    - 服飾学科 69[注釈 3]/80
    - 食物栄養学科 100[注釈 3]/180
    - 国文学科 84[注釈 3]/80
    - 英文学科 32[注釈 3]/80
    - 幼児教育学科 156[注釈 3]/130
- 1977年
  - 5月1日 学生数[36]/定員
    - 服飾学科 62[注釈 3]/80
    - 食物栄養学科 101[注釈 3]/180
    - 国文学科 87[注釈 3]/80
    - 英文学科 28[注釈 3]/80
    - 幼児教育学科 166[注釈 3]/160
- 1985年
  - 5月1日 学生数[37]/定員
    - 服飾学科 75[注釈 3]/80
    - 食物栄養学科 149[注釈 3]/180
    - 国文学科 103[注釈 3]/80
    - 英文学科 99[注釈 3]/80
    - 幼児教育学科 141[注釈 3]/160
- 1986年
  - 5月1日 学生数[38]/定員
    - 服飾学科 92[注釈 3]/80
    - 食物栄養学科 165[注釈 3]/180
    - 国文学科 96[注釈 3]/80
    - 英文学科 111[注釈 3]/80
    - 幼児教育学科 152[注釈 3]/160
- 1987年
  - 4月1日 以下、学科の増員あり[注 13]。
    - 国文学科 40→50
    - 英文学科 40→50

  - 5月1日 学生数[43]/定員
    - 服飾学科 120[注釈 3]/80
    - 食物栄養学科 248[注釈 3]/180
    - 国文学科 139[注釈 3]/90
    - 英文学科 134[注釈 3]/90
    - 幼児教育学科 216[注釈 3]/160
- 1989年
  - 4月1日 この年度における出来事を以下、列挙する[44]。
    - 服飾学科を生活科学科に改称[注 14]。
    - 以下の学科については、この年度で学生募集を最終とする[注 15]。
    - 食物栄養学科食物専攻[注 16]

  - 5月1日 学生数[50]/定員
    - 生活科学科 49[注釈 3]/40
      - 服飾学科 71[注釈 3]/40

    - 食物栄養学科 184[注釈 3]/180
    - 国文学科 155[注釈 3]/100
    - 英文学科 152[注釈 3]/100
    - 幼児教育学科 151[注釈 3]/160
- 1990年
  - 4月1日 生活科学科の入学定員を40→80に増員[注 17]。
  - 5月1日 学生数[51]/定員
    - 生活科学科 144[注釈 3]/120
    - 食物栄養学科 140[注釈 3]/140
    - 国文学科 147[注釈 3]/100
    - 英文学科 145[注釈 3]/100
    - 幼児教育学科 159[注釈 3]/160
- 1991年
  - 4月1日 以下、学科の入学定員増を執り行う[注 18]
    - 国文学科 50→80
    - 英文学科 50→80
    - 生活科学科 80→100

  - 5月1日 学生数[56]/定員
    - 生活科学科 226[注釈 3]/160
    - 食物栄養学科 106[注釈 3]/100
    - 国文学科 167[注釈 3]/130
    - 英文学科 183[注釈 3]/130
    - 幼児教育学科 176[注釈 3]/160
- 1992年
  - 5月1日 学生数[注 19]/定員
    - 生活科学科 239[注釈 3]/160
    - 食物栄養学科 112[注釈 3]/100
    - 国文学科 186[注釈 3]/160
    - 英文学科 198[注釈 3]/160
    - 幼児教育学科 189[注釈 3]/160
- 1993年
  - 4月1日 以下の学科については、この年度で学生募集を最終とする[注 20]。
    - 幼児教育学科[注 21]。

  - 5月1日 学生数[62]/定員
    - 生活科学科 241[注釈 3]/160
    - 食物栄養学科 107[注釈 3]/100
    - 国文学科 194[注釈 3]/160
    - 英文学科 191[注釈 3]/160
    - 幼児教育学科 193[注釈 3]/160
- 1994年
  - 5月1日 学生数[63]/定員
    - 生活科学科 237[注釈 3]/160
    - 食物栄養学科 125[注釈 3]/100
    - 国文学科 181[注釈 3]/160
    - 英文学科 173[注釈 3]/160
    - 幼児教育学科 106[注釈 3]/80
- 1995年
  - 5月1日 学生数[64]/定員
    - 生活科学科 244[注釈 3]/160
    - 食物栄養学科 138[注釈 3]/100
    - 国文学科 176[注釈 3]/160
    - 英文学科 135[注釈 3]/160
    - 幼児教育学科 4[注釈 3]/-
- 1996年
  - 4月1日 専攻科の設置が認められ、以下の課程を設ける[注 22]。
    - 栄養専攻 入学定員10名
- 1999年
  - 4月1日 以下の学科については、この年度で学生募集を最終とする[注 23]。
    - 国文学科[注 24]
    - 英文学科[注 25]

  - 5月1日 学生数[69]/定員
    - 生活科学科 178[注釈 3]/160
    - 食物栄養学科 109[注釈 3]/100
    - 国文学科 75[注釈 3]/160
    - 英文学科 74[注釈 3]/160
- 2001年
  - 4月1日 この年度で短期大学としての学生募集を最終とする[注釈 2]。
- 2005年
  - 5月30日 左記をもって正式に廃止となる[3]。

## 基礎データ

### 所在地
- 広島県広島市安佐北区可部東1-2-1[注釈 1]

### 象徴
- 広島文教女子大学短期大学部のカレッジマークは右記資料にあり[70]。

## 教育および研究

### 組織

#### 学科
- 生活科学科 入学定員100名[注釈 7]
- 食物栄養学科 入学定員50名[注釈 7]
  - 食物専攻 入学定員40名[注 26]
  - 食物栄養専攻→食物栄養学科
- 国文学科 入学定員80名[注釈 8]
- 英文学科 入学定員100名[注釈 8]
- 幼児教育学科 入学定員80名[注 27]

#### 専攻科
- 栄養専攻 入学定員10名[注 28]

#### 別科
- 被服専修 入学定員40名[76]

#### 取得資格について
資格
- 栄養士：食物栄養学科を対象としていた[72]。なお、専攻科栄養専攻は大学評価・学位授与機構に認定されており、管理栄養士の受験資格が得られるシステムとなっていた。
- 保母：幼児教育学科を対象としていた。
- 司書教諭
  - 国文学科
  - 英文学科

教職課程
- 中学校教諭二種免許状が設置されていた[注 29]。
  - 家庭：生活科学科を対象[58]
  - 保健：生活科学科を対象
  - 国語：国文学科[58]
  - 英語：英文学科[58]
- 幼稚園教諭二種免許状：幼児教育学科[58]

### 研究
- 『可部女子短期大学研究紀要 (1)』[78]
- 長石, 啓子, 広島文教女子大学短期大学部『中学校技術・家庭科「家庭生活」領域カリキユラム及び教材開発に関する研究』[79]
- 『ドーナツの脂質に及ぼすバターおよびマーガリン配合量の影響』[80]

## 学生生活

### 学園祭
- 広島文教女子大学短期大学部の学園祭は「文教祭」と呼ばれ、大学と混合で活動していた。

## 大学関係者と組織

### 大学関係者一覧
歴代学長
- 横山邦治

## 施設

### キャンパス
- 大学と共同使用となっていたため、短大独自の校舎はなかったようである。

### 寮
- 広島文教女子大学短期大学部には大学と同じく「淳風寮」と呼ばれる学生寮があった。

## 対外関係

### 系列校
- 広島文教女子大学

### 編入学・進学実績
- 生活科学科：広島文教女子大学のほか島根大学・佐賀大学・日本福祉大学・広島修道大学・広島女学院大学などがある。
- 食物栄養学科
  - 食物専攻
  - 食物栄養専攻&食物栄養学科：麻布大学・広島文教女子大学短期大学部専攻科ほか
- 国文学科：広島文教女子大学ほか山口大学などがある。
- 英文学科：広島文教女子大学文学部ほか
- 幼児教育学科：広島文教女子大学文学部初等教育学科への編入学実績がある。

## 関連サイト
- 広島文教女子大学組織・沿革